# 黑澤爾帕克 (密歇根州)
黑澤爾帕克（英語：Hazel Park）是一個位於美國密歇根州奧克蘭縣的城市。

## 人口
根據2020年美國人口普查的數據，黑澤爾帕克的面積為7.30平方千米，當中陸地面積為7.30平方千米，而水域面積為0.00平方千米。當地共有人口14983人，而人口密度為每平方千米2,052人。